# 博森巴赫
博森巴赫是德国莱茵兰-普法尔茨州的一个市镇。总面积8.16平方公里，总人口766人，其中男性394人，女性372人（2011年12月31日），人口密度94人/平方公里。